# Nylla allynorum
Nylla allynorum är en fjärilsart som beskrevs av Miller 1972. Nylla allynorum ingår i släktet Nylla och familjen tjockhuvuden. Inga underarter finns listade i Catalogue of Life.